# Polnische Meisterschaften im Biathlon 2009
Die 43. Polnischen Meisterschaften im Biathlon fanden vom 3. bis 7. April 2009 in Wisła statt. Während die drei Einzelrennen bei den Frauen von drei verschiedenen Frauen gewonnen wurden, gewann bei den Männern in allen drei Rennen Tomasz Sikora, der polnische Rekordmeister.

## Männer

### Sprint – 10 km
| Platz | Starter         | Verein              | Zeit     | Schießfehler |
| ----- | --------------- | ------------------- | -------- | ------------ |
| 1     | Tomasz Sikora   | NKS Dynamit Chorzów | 28:10,5  | 1            |
| 2     | Łukasz Szczurek | BKS Kościelisko     | + 1:35,8 | 1            |
| 3     | Mirosław Kobus  | BKS Kościelisko     | + 1:38,5 | 2            |
| 4     | Łukasz Witek    | AZS AWF Katowice    |          |              |
| 5     | Mariusz Leja    | AZS AWF Wrocław     |          |              |
| 6     | Adam Kwak       | BKS WP Kościelisko  |          |              |

Datum: 3. April 2009

### Verfolgung – 12,5 km
| Platz | Starter         | Verein              | Zeit     | Schießfehler |
| ----- | --------------- | ------------------- | -------- | ------------ |
| 1     | Tomasz Sikora   | NKS Dynamit Chorzów | 41:55,0  | 1            |
| 2     | Mirosław Kobus  | BKS Kościelisko     | + 6:22,8 | 5            |
| 3     | Łukasz Witek    | AZS AWF Katowice    | + 6:55,8 | 5            |
| 4     | Mariusz Leja    | AZS AWF Wrocław     |          |              |
| 5     | Łukasz Szczurek | BKS Kościelisko     |          |              |
| 6     | Adam Kwak       | BKS WP Kościelisko  |          |              |

Datum: 4. April 2009

### Einzel – 20 km
| Platz | Starter         | Verein              | Zeit      | Schießfehler |
| ----- | --------------- | ------------------- | --------- | ------------ |
| 1     | Tomasz Sikora   | NKS Dynamit Chorzów | 1:04.52,5 | 1            |
| 2     | Łukasz Szczurek | BKS Kościelisko     | + 06.27,5 | 3            |
| 3     | Łukasz Witek    | AZS AWF Katowice    | + 08.18,4 | 7            |
| 4     | Mirosław Kobus  | BKS Kościelisko     |           |              |
| 5     | Grzegorz Bril   | AZS AWF Katowice    |           |              |
| 6     | Tomasz Puda     | AZS AWF Katowice    |           |              |

Datum: 7. April 2009

### Staffel 4 × 7,5 km
| Platz | Starter            | Verein                                                       | Zeit      |
| ----- | ------------------ | ------------------------------------------------------------ | --------- |
| 1     | BKS WP Kościelisko | Adam Kwak Krzysztof Pływaczyk Mirosław Kobus Łukasz Szczurek | 1:50.46,3 |
| 2     | AZS AWF Katowice   | Tomasz Puda Sebastian Witek Grzegorz Bril Łukasz Witek       | + 00.20,7 |
| 3     | AZS AWF Wrocław    | Piotr Kotas Mateusz Steć Mariusz Leja Mateusz Matusik        | + 11.22,0 |

Datum: 6. April 2009

## Frauen

### Sprint – 7,5 km
| Platz | Starter             | Verein                      | Zeit     | Schießfehler |
| ----- | ------------------- | --------------------------- | -------- | ------------ |
| 1     | Krystyna Pałka      | AZS AWF Katowice            | 25:34,3  | 0            |
| 2     | Agnieszka Grzybek   | Karkonosze Jelenia Góra     | + 0:01,7 | 2            |
| 3     | Paulina Bobak       | AZS AWF Katowice            | + 1:12,9 | 1            |
| 4     | Weronika Nowakowska | AZS AWF Katowice            |          |              |
| 5     | Magdalena Gwizdoń   | BLKS Żywiec                 |          |              |
| 6     | Magdalena Nykiel    | MKS Karkonosze Jelenia Góra |          |              |

Datum: 3. April 2009

### Verfolgung – 10 km
| Platz | Starter             | Verein                      | Zeit     | Schießfehler |
| ----- | ------------------- | --------------------------- | -------- | ------------ |
| 1     | Agnieszka Grzybek   | Karkonosze Jelenia Góra     | 36:53,4  | 2            |
| 2     | Krystyna Pałka      | AZS AWF Katowice            | + 2:12,8 | 4            |
| 3     | Paulina Bobak       | AZS AWF Katowice            | + 3:24,2 | 3            |
| 4     | Magdalena Gwizdoń   | BLKS Żywiec                 |          |              |
| 5     | Weronika Nowakowska | AZS AWF Katowice            |          |              |
| 6     | Magdalena Nykiel    | MKS Karkonosze Jelenia Góra |          |              |

Datum: 4. April 2009

### Einzel – 15 km
| Platz | Starter             | Verein                      | Zeit      | Schießfehler |
| ----- | ------------------- | --------------------------- | --------- | ------------ |
| 1     | Weronika Nowakowska | AZS AWF Katowice            | 1:03.35,5 | 3            |
| 2     | Krystyna Pałka      | AZS AWF Katowice            | + 01.38,0 | 5            |
| 3     | Paulina Bobak       | AZS AWF Katowice            | + 02.28,0 | 4            |
| 4     | Magdalena Nykiel    | MKS Karkonosze Jelenia Góra |           |              |
| 5     | Karolina Pitoń      | BKS WP Kościelisko          |           |              |
| 6     | Izabela Daniło      | MKS Karkonosze Jelenia Góra |           |              |

Datum: 7. April 2009

### Staffel 4 × 6 km
| Platz | Starter                     | Verein                                                            | Zeit      |
| ----- | --------------------------- | ----------------------------------------------------------------- | --------- |
| 1     | AZS AWF Katowice            | Paulina Bobak Krystyna Pałka Patrycja Hojnisz Weronika Nowakowska | 1:43.19,9 |
| 2     | MKS Karkonosze Jelenia Góra | Magdalena Nykiel Agnieszka Grzybek Izabela Pedyk Izabela Daniło   | + 08.43,6 |
| 3     | BKS WP Kościelisko          | Maria Bukowska Maria Mąka Karolina Pitoń Zuzanna Smolec           | + 08.50,7 |

Datum: 6. April 2009